# Rio Claro (vattendrag i Brasilien, Paraná, lat -23,63, long -52,25)
Rio Claro är ett vattendrag i Brasilien.   Det ligger i delstaten Paraná, i den södra delen av landet, 1 000 km sydväst om huvudstaden Brasília.
Trakten runt Rio Claro består till största delen av jordbruksmark. Runt Rio Claro är det ganska glesbefolkat, med 34 invånare per kvadratkilometer.